# Nazaré (Welle)

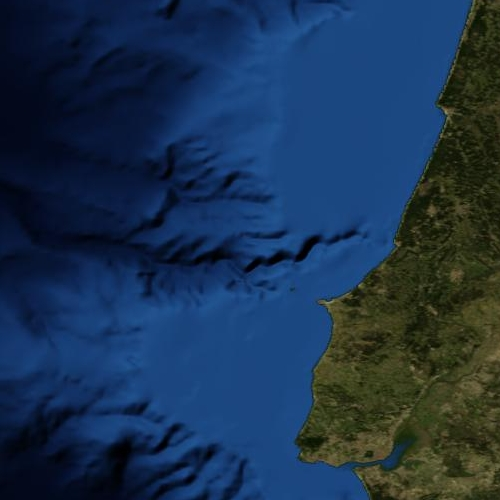
Reliefdarstellung der Unterwasserschlucht bei Nazaré

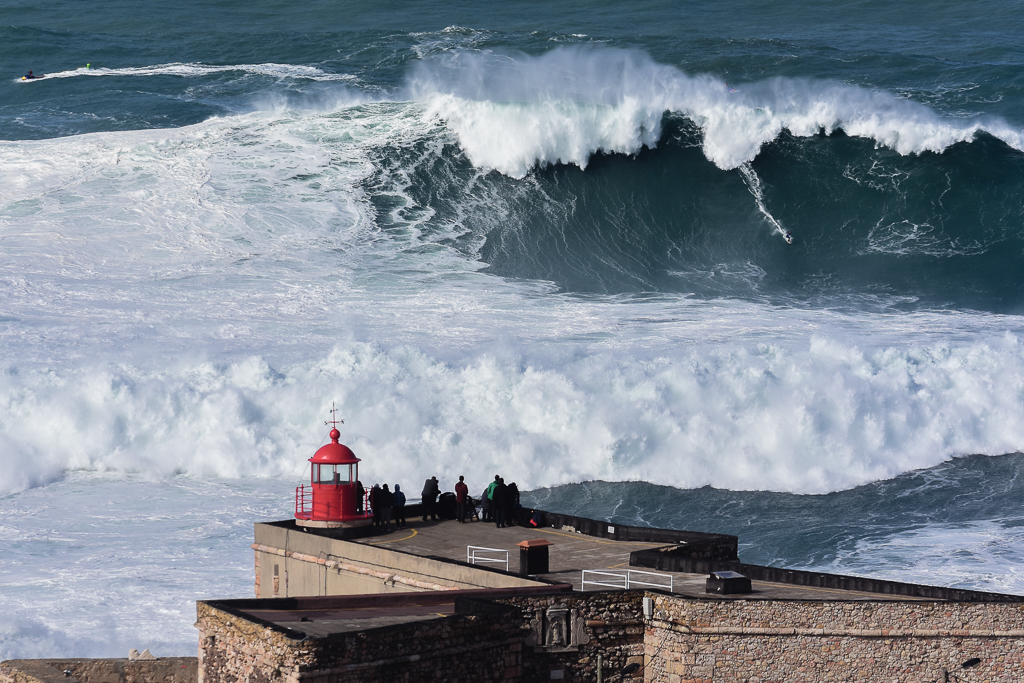
Große Welle bei Nazaré mit Surfer

Mit Nazaré ist neben der gleichnamigen Stadt Nazaré auch ein Surfspot in Portugal gemeint. Die hier sich brechenden Wellen zählen bei entsprechenden Bedingungen zu den größten surfbaren Wellen der Welt.

## Lage
Nazaré liegt an der portugiesischen Atlantikküste, etwa 120 Kilometer nördlich der Hauptstadt Lissabon. Der Surfspot befindet sich nördlich des Ortes bei einem Felsvorsprung, unterhalb der Festung São Miguel Acanjo. Die Welle bricht einige hundert Meter vor dem Strand Praia do Norte im offenen Atlantik.

## Wellenbildung
Die ungewöhnliche Höhe der hier brechenden Welle hat mehrere Ursachen. Vor der Küste befindet sich der Nazaré Canyon, eine über 230 Kilometer lange Meeresschlucht mit einer Tiefe von bis zu 5000 Metern. Das Ende dieses Unterwasser-Canyons liegt unmittelbar vor der Küste von Nazaré, wodurch sich auf engem Raum große Unterschiede in der Wassertiefe ergeben. Des Weiteren wird bei entsprechenden Bedingungen eine Wasserströmung entlang des Strandes an dem Felsvorsprung in das Meer gelenkt, so dass sich eine weitere Vergrößerung der Welle ergibt. Eine entsprechende Dünung vorausgesetzt, können die Wellen dann mit mehr als 20 m Höhe brechen.

## Geschichte
Ende der 1990er-Jahre wurde der Spot erstmals von Surfern genutzt. Seit dem Massentourismus, der später einsetzte und mit den Hotels an der Strandpromenade entstanden, brauchen die Surfer an Tagen von Wellen über zehn Meter Höhe eine Genehmigung der örtlichen Polizei.
Am 1. November 2011 gelang es dem US-Amerikaner Garrett McNamara, eine über 23 m hohe Welle zu surfen, was als die bis dahin höchste jemals gesurfte Welle galt. Die Höhe der Welle wurde von der Jury des Billabong XXL Award bestätigt, die seit über 10 Jahren jährlich die weltweit größten Wellenritte prämiert. Garrett McNamara erhielt daraufhin für seine vor Nazaré gesurfte Welle einen Eintrag im Guinness-Buch der Rekorde. Im Jahre 2013 wurde dieser Rekord an gleicher Stelle womöglich mehrfach übertroffen, wenngleich eine formelle Bestätigung bisher nicht vorliegt.
Den erstmals ausgerichteten Big-Wave-Contest der World Surf League (WSL) in Nazaré gewann am 20. Dezember 2016 der Australier Jamie Mitchell, der sich gegen 23 andere Surfer durchsetzte, die Wellen von mehr als 10 Metern Höhe zu bezwingen hatten.
Am 8. November 2017 surfte der Brasilianer Rodrigo Koxa in Nazaré eine 24,38 Meter hohe Welle. Dies wurde von der WSL als Weltrekord anerkannt und mit einem Big Wave Awards ausgezeichnet. Auch das Guinness-Buch der Rekorde übernahm Koxa als Weltrekordhalter in dieser Disziplin.
Am 29. Oktober 2020 baute Sebastian Steudtner den Guinness-Weltrekord aus, als er eine 26,21 Meter (86 Fuß) hohe Welle vor Praia do Norte in Nazaré ritt. Von der WSL wurde er mit dem 2021er Big Wave Award ausgezeichnet.
Die Besonderheiten der Wellenbildung bei Nazaré haben in der Vergangenheit zu zahlreichen Unfällen geführt. Die Sandbank trägt bereits seit dem 18. Jahrhundert einen Namen, der sinngemäß lautet: die Bank, die Witwen macht.
Die Welle hat (Stand 2013) noch keinen eigenen Namen.
Am 5. Januar 2023 starb der Brasilianer Márcio Freire am Strand von Nazaré, nachdem er in einer großen Welle gestürzt war. Er war 47 Jahre alt und ein sehr erfahrener Big-Wave-Surfer. Es ist der erste solche Todesfall in Nazaré. Um das Jahr 2023 konkurrieren bis zu 30 Big-Wave-Surfer um die höchste Welle zu surfen.